# Harap Alb (1991)
Harap Alb este un film românesc din 1991 regizat de Laurențiu Sîrbu.